# Meioneta falcata
Meioneta falcata är en spindelart som beskrevs av Li och Zhu 1995. Meioneta falcata ingår i släktet Meioneta och familjen täckvävarspindlar. Inga underarter finns listade i Catalogue of Life.